# Ewelina Kamczyk
Ewelina Kamczyk est une joueuse de football polonaise née le 22 février 1996. Elle évolue au poste de milieu de terrain au FC Fleury 91 ainsi qu'en Équipe de Pologne.

## Palmarès

### En club
- Finaliste de la Coupe de Pologne féminine en 2015

### En équipe nationale
- Pologne (moins de 17 ans)
  - Vainqueur du Championnat d'Europe des moins de 17 ans 2013 en Suisse[1]

### Distinctions personnelles
- Élue meilleure buteuse du Championnat de Pologne de football féminin 2016-2017 avec 29 buts
- Élue meilleure buteuse du Championnat de Pologne de football féminin 2017-2018 avec 35 buts
- Élue meilleure buteuse du Championnat de Pologne féminin de football 2018-2019 avec 35 buts